# Marie-Jean-Pierre Flourens
„Mindenben, ami él, a forma maradandóbb, mint az anyag.”
Marie-Jean-Pierre Flourens (Maureilhan, 1794. április 15. – Montgeron, 1867. december 6.) Gustave Flourens apja, francia orvos, a kísérleti agykutatás megalapítója, az anesztézia úttörője.

## Életének fontosabb állomásai
Pierre Flourens a dél-franciaországi Montpellier melletti Maureilhanban (Hérault départementban) született 1794. április 15-én. 19 éves korában Montpellier-ben elkezdte orvosi tanulmányait és 1823-ban megszerezte a doktori fokozatot, első tudományos cikkének megjelenésével háta mögött. Az elkövetkező éveit Párizsban töltötte Georges Cuvier, francia anatómussal, akit az összehasonlító anatómia és paleontológia megalapítójának ismernek. Cuvier kedves fogadtatásban részesítette és bizalmába fogadta. Párizsban részt vett egy pszichológiai kutatásban, alkalmanként hozzájárult 1-1 publikáció megjelentetéséhez és 1821-ben, Athénban előadásokat tartott az érzékelés fiziológiai teóriáiról, amellyel sok tudós figyelmét magára vonta. 1828-ban beválasztották a Francia Természettudományi Akadémia tagjai közé és állandó titkárrá nevezték ki, Cuvier végakaratának megfelelően. 1835-ben a Collège de France-on az élettan tanár lett. 1838-ban képviselővé választották, 1840-ben a Francia Akadémia tagjává választották, 1848-tól mint magánember élt. 1856-ban a szentpétervári Orosz Tudományos Akadémia levelező tagjává választották. Gustave Flourens édesapja 1867. december 6-án hunyt el.

## Frenológia (cranioscopia)
Az orvos és anatómus Franz Joseph Gall volt az első, aki kijelentette, hogy a mentális tevékenységek pusztán az agykéreghez kötődnek; az agy fehérállományát az ingerületvezetés és –továbbítás rendszerének szerepébe "száműzte”. Gall jelentős felfedezései és kísérletei ellenére leginkább egy áltudomány, a frenológia (a „tudat tudománya”) megalapítójaként ismert. Tehát a frenológia az az áltudomány, mely szerint a tudat „képességei” kapcsolatba hozhatók a koponya dudoraival. Ezt a kijelentést még alátámasztotta Johann Kaspar Spurzheim és George Combe is.

## Antilokalizációs felfogás
A frenológia ellenfeleként, Pierre Flourens kísérleteket és megfigyeléseket végzett, hogy megdöntse Gall állítását; hogy bebizonyítsa, hogy a frenológusok által bizonyos speciális agyi területeknek tulajdonított működések nincsenek ott. Az eltávolítás, a kiirtás módszerét alkalmazta. (A folyamat tökéletesítőjének Boring-ot tekintjük). Az antilokalizációs felfogás a frenológia ellenfeleként ismert, a léziós technikákat alkalmazó tudomány. E felfogás értelmében az agykéreg a percepció, az intelligencia és az akarat helye. Flourens antilokalizációs felfogása értelmében a kisagy a mozgáskoordináció helye, míg Gall szerint a kisagy az érzékiség kialakulásának helye.

## Módszerek, kísérletek
Flourens léziós technikákat alkalmazott; 
1. Agykéreg lézió következtében: az agykéreg nélküli galamb etetéssel életben marad, de nem vált ki semmilyen reakciót a vizuális illetve auditív ingerekre. (Az agykéreg a percepció, az intelligencia és az akarat helye).
2. Kisagy lézió következtében: az állat birtokában marad az intellektuális és percepciós képességeinek, a kisagy eltávolítása után. (Flourens antilokalizációs felfogása értelmében a kisagy a mozgáskoordináció helye, míg Gall szerint a kisagy az érzékiség kialakulásának helye).
3. Nyúltagy lézió következtében: az állat elpusztul, halál következik be.
4. A gerincvelő funkciója az ingerületvezetés, az idegek funkciója az izgalmi állapot.

## Neurális plaszticitás

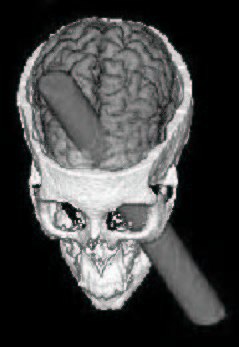
Phineas Gage fejsérülése

Az a jelenség, melynek során az eltávolított agyterület funkcióját (vélhetően) más területek veszik át. A megműtött állatok visszanyerték képességeiket, így Flourens ahhoz a megállapításhoz jutott, hogy egyéb agyi területeknek kellett átvenniük az eltávolított rész funkcióit, ez az úgynevezett neurális plaszticitás (idegrendszeri rugalmasság), amit a mai napig vizsgálnak (pl. Finger, 1988). A vasútépítési felügyelő Phineas P. Gage-dzsel furcsa eset történt meg. Egy idő előtti robbanás következtében egy vasrúd repült keresztül a fején, amely átment Gage bal állkapcsán és jobb halántéka felett távozott, ezután a férfi felállt és mintha mi sem történt volna, folytatta tovább munkáját. Gage fizikailag felépült, személyisége viszont drasztikusan megváltozott. Gage esete Flourens antilokalizációs elmélete ellen szól, mert példája annak, "hogy sajátos humán képességek függnek a frontális lebenyek integritásától."

## Művei
- Recherches physiques sur l’irritabilité et la sensibilité (Paris, 1822)
- Expériences sur le grand sympathique (1823)
- Notes sur l’effet croisé dans le système nerveux (1823)
- Recherches expérimentales sur les propriétés et les fonctions du système nerveux dans les animaux vertébrés (1824, 2. kiad., 1842)
- Recherches sur le développement des os et des dents (1845)
- Théorie expérimentale de la formation des os (1847)
- Psychologie comparée (1854, 3. kiad., 1864)
- De la longévité humaine (1854, 5. kiad., 1872)
- Examen du livre de M. Darwin (1864, 2. kiad., 1880)
- Éloges historiques (1856-62, 3 köt.)

### Amaterializmusellen irányulnak
- Examen de la phrénologie (1841, 3. kiad., 1851)
- De l"instinct et de l"intelligence des animaux (1841, 4 kiad., 1861)
- De la vie et de l’intelligence (1857, 2. kiad., 1859)

A birka, melyet felneveltünk, követ minket, de a nyájat is követi, amelyben született. Az ember csak nyájának fejét látja… A háziállatok számára az ember csak a csapat egyik tagja; egész művészete abban áll, hogy szövetségesként elfogadtassa magát; így hamarosan vezérük lesz, annyira fölöttük álló, amennyire intelligenciája szerint az. Nem változtatja meg tehát az állatok természetes állapotát, miként Buffon állította; ellenkezőleg, a természetes állapotot használja fel. Más szavakkal, megtalálván a társas állatokat, háziasítja őket azzal, hogy a szövetségesükké, a vezérükké válik. Az állatok háziasítása tehát nem egyéb, mint különleges eset, egyszerű kiegészítés, a társas ösztön szoros következménye. Minden háziállat természete szerint társas állat…